# Malingsbo församling
Malingsbo församling var en församling i Västerås stift och i Smedjebackens kommun i Dalarnas län. Församlingen uppgick 1 januari 1970 i Söderbärke församling. 

## Administrativ historik
Malingsbo församling bildades 1708 genom en utbrytning ur Söderbärke församling efter att från omkring 1650 varit ett kapellag under Söderbärke. När församlingen upphörde och uppgick i Söderbärke församling den 1 januari 1970 hade den 252 invånare.

### Pastorat
Malingsbo församling ingick i pastorat med Söderbärke församling som moderförsamling förutom tiden mellan 1 maj 1863 och 1962 då den utgjorde ett eget pastorat.

## Kyrkor
- Malingsbo kyrka